# Алеандро Балди
Алеандро Балди (на италиански: Aleandro Baldi) е италиански певец и автор на песни.

## Биография
Роден е на 11 април 1959 година. Той е сляп по рождение. Открива го Джанкарло Бигази и му помага да достигне до фестивала Сан Ремо през 1986 г. Истинска слава постига обаче през 1992 г., когато побеждава в категорията за нови изпълнители в дует с Франческа Алота с песента „Не ме обичаш“ (Non amarmi). Тази песен по-късно е преведена на испански и изпята от дуета Дженифър Лопес и Марк Антъни, което води до световна популярност и успех на песента на международната сцена. Две години по-късно, през 1994 година печели отново в Сан Ремо с песента Passerà.

## Дискография
Албуми
- 1987 – „Aleandro Baldi“
- 1989 – „E sia così“
- 1992 – „Il sole“
- 1994 – „Ti chiedo onestà“
- 1996 – „Tu sei me“
- 2002 – „Il meglio e il nuovo“
- 2007 – „Liberamente tratto“
- 2010 – „Italian Love Songs“